# Rose George
Rose George (West Yorkshire, Anglaterra) és una periodista i escriptora britànica. Va estudiar a la Universitat d'Oxford on es va llicenciar en llengües modernes el 1992, i a la Universitat de Pennsilvània on va cursar un màster en política internacional. El 1994 va començar com a passant pel setmanari The Nation a Nova York i com a col·laboradora a la revista Colors. Posteriorment ha desenvolupat la seva activitat com periodista freelance en nombroses publicacions com The Guardian, The Independent, Slate i el New York Times.
Ha publicat tres llibres de no ficció: A Life Removed: Hunting for Refuge in the Modern World (Penguin Books, 2004) on explora la realitat quotidiana dels refugiats i persones desplaçades a Libèria. En el seu segon llibre The Big Necessity (2008), analitza un tema tabú: el potencial tòxic que representen les deixalles humanes a tot el món i com afecta la salut i al sanejament. Aquest llibre va ser triat per The Economist com un dels millors llibres del 2008 en l'àrea de ciència per representar una ‘'mirada franca i il·luminant a un generalment descuidat, però molt important, aspecte de la vida humana.
En el treball d'investigació per escriure Ninety Percent of Everything (2013) Rose George va passar diverses setmanes a bord d'un vaixell portacontenidors, un dels més de 100.000 vaixells que porten tots els sòlids, líquids i gasos que necessitem per viure. Endinsa al lector en el funcionament dels mercants, les sovint deficients condicions de treball de les tripulacions, en la transcendència del transport marítim en el comerç i la globalització.
També ha publicat The Big Necessity: The Unmentionable World of Human Waste and Why it Matters (Metropolitan/Portobello, 2008)